# 司马逸客
司马逸客（649年—708年），字朝隐，河内郡温县（今河南省焦作市温县）人，西晋南阳王司马模十二代孙，唐朝官员。

## 生平
司马逸客年幼时父亲司马志寂去世，由母亲抚养，刚刚能穿起成人的衣服时，有人将弱枝枣送给司马逸客，对他说：“这是西王母的枣子。”司马逸客就把枣子带回家交给母亲，母亲询问说：“孩子你为什么自己不吃？”司马逸客回答说：“既然有西王母的名字，那应该不在孩儿这里。”远近人士听说后，都说司马逸客将要振兴司马氏的宗族。到了入学的年龄后，司马逸客博览群书，特别喜欢孙子吴起的兵书和管仲乐毅的霸王之术，曾经抚摸大腿叹息说：“班超、杜预是我的友人，怎么能只做个书生？”永隆初年，司马逸客为定襄道大总管、礼部尚书裴行俭上奏举荐，参与军事谋划，因为军功获授上柱国。垂拱二年（686年），司马逸客通过制举考试的乙科，接到敕令出任郑州管城县县尉，转任缑氏县主簿。当时武则天打击唐朝宗室，许多宗室子孙被诬告，司马逸客接到命令要尽快对宗室从严诛杀，司马逸客认为这不是尧舜之道，对涉及案件的唐朝宗室都给予平反昭雪，朝廷大臣为司马逸客感到担心，司马逸客处之泰然。武则天竟然听从了司马逸客的上奏，舆论认为这是荣耀。司马逸客很快加朝散大夫，代理陕州司功，很快出任洛州司户参军事，又得到皇帝下优制出任都官员外郎。起初凤阁侍郎张光辅和杜儒童等人都遭遇了冤案，虽然得到了宽恕，他们的子孙却仍遭遇冤狱，有关部门不能结案，司马逸客在都官员外郎任内处理了许多此类案件，转任夏官员外郎。长安二年 ( 702年）正月，突厥默啜侵犯唐朝的盐州、夏州、并州。五月乙未（702年6月28日），武则天派相王李旦、并州道行军大总管魏元忠为安北道行军元帅和副帅反击默啜，员外郎司马逸客也跟随李旦和魏元忠参与了北伐。之后司马逸客出任泽州司马，转任杭州长史，武则天下制令：“河西五郡是要害的关键之地，御史台的御史中丞是纠察和举荐人才的关键职务。命令司马逸客出任兰州诸军事、兰州刺史、兼任右肃政台中丞、节度秦成河渭洮岷叠宕文武鄯廓积石河源武始等州诸军事。”司马逸客到任后又转任银州刺史兼灵武军长史。武则天又下制令：“镇守常山，赵国的田野封官授爵，任命司马逸客出任定州诸军事、定州刺史。”又派遣宫中使者宣读旨意慰劳司马逸客，赏赐很丰厚。司马逸客之后又出任检校凉州都督、兼赤水军及九姓、陇右诸军州节度等大使、同城道大总管兼右御史中丞。神龙二年（706年）冬，突厥大举进犯，司马逸客秘密的进行策划，与朔方军大使张仁亶互相支援，派遣赤水军副使、中郎张真楷、将军陈家丘，与九姓首领、贺兰都督契苾嵩等人率领胡汉士兵，分路进攻，击败敌军。唐中宗李显得知，给予了很多赏赐。司马逸客认为如今边境无事，请求回到京城。唐中宗下制书回答说：“朕已经赠予您父亲司马志寂为襄州司马，封您母亲河内郡太夫人，仍然命令您的儿子改葬司马志寂，又差遣本州的官吏专门监护丧事。赐给您紫袍金带，任命您出任右武卫将军、御史中丞、凉州其余节度使如故，再加旌节，兼管理秦、凉仓库事务。”景龙四年（710年），唐中宗派遣兵马讨伐后突厥，赤水军大使、凉州都督司马逸客和右武卫将军陈邱、右金吾卫翊府中郎将李元通、副使右骁骑卫鹿陵府折冲能昌仁、左卫神山府折冲陈义忠等人率领凉州军队以及招募的胡汉长征健儿七万骑兵参与了战斗。景龙二年（708年）夏，朝廷追命司马逸客回朝出任刑部侍郎，司马逸客当年在京城住宅中去世，虚岁六十，唐中宗李显下制书赠予大鸿胪，谥号烈，赐给物品一百段，由官府供给灵车、鼓吹等丧事用具，同年十一月十九日（709年1月4日）葬于洛城南七里龙门乡的平原。

## 墓志
司马逸客墓志志盖篆书“大唐故司马府君墓志”九字，志文44行，满行44字，楷书，志文第一行标题“唐故刑部侍郎鸿胪卿司马府君墓志文并序”，由银青光禄大夫、太子右谕德、崇文馆学士、上柱国、平源县开国男员半千撰。

## 诗文
司马逸客现存诗歌一首，收录于《全唐诗·卷一百》
|              | 亭亭峄阳树，落落千万寻。独抱出云节，孤生不作林。 影摇绿波水，彩绚丹霞岑。直干思有托，雅志期所任。 匠者果留盼，雕斫为雅琴。文以楚山玉，错以昆吾金。 虬凤吐奇状，商徵含清音。清音雅调感君子， 一抚一弄怀知己。不知钟期百年馀，还忆朝朝几千里。 马卿台上应芜没，阮籍帷前空已矣。山情水意君不知， 拂匣调弦为谁理。调弦拂匣倍含情，况复空山秋月明。 陇水悲风已呜咽，离鹍别鹤更凄清。将军塞外多奇操， 中散林间有正声。正声谐风雅，欲竟此曲谁知者。 自言幽隐乏先容，不道人物知音寡。谁能一奏和天地， 谁能再抚欢朝野。朝野欢娱乐未央，车马骈阗盛彩章。 岁岁汾川事箫鼓，朝朝伊水听笙簧。窈窕楼台临上路， 妖娆歌舞出平阳。弹弦本自称仁祖，吹管由来许季长。 犹怜雅歌淡无味，渌水白云谁相贵。还将逸词赏幽心， 不觉繁声论远意。传闻帝乐奏钧天，傥冀微躬备五弦。 愿持东武宫商韵，长奉南熏亿万年。 |
| ——《雅琴篇》 | |

## 家庭

### 十三代祖
- 司马泰，西晋尚书令、陇西王[1]

### 十二代祖
- 司马模，西晋太尉公、南阳王[1]

### 十一代祖
- 司马保，西晋右丞相、相国、晋王[1]

### 六代祖
- 司马某，北魏太子太傅、司空公[1]

### 五代祖
- 司马某，左光禄大夫、散骑常侍、牟平公[1]

### 曾祖
- 司马义恭，北齐侍中府功曹参军、隋朝相州司法参军事[1]

### 祖父
- 司马偲，唐朝华阴县主簿[1]

### 父亲
- 司马志寂[1]

### 儿子
- 司马例，唐朝都水监丞[1]